# Terusan Tengah (Muara Telang)
Terusan Tengah is een bestuurslaag in het regentschap Banyuasin van de provincie Zuid-Sumatra, Indonesië. Terusan Tengah telt 1416 inwoners (volkstelling 2010).